# Vălkov Dol, Gabrovo
Vălkov Dol (în bulgară Вълков Дол) este un sat în comuna Gabrovo, regiunea Gabrovo,  Bulgaria. 

## Demografie
Componența etnică a satului Vălkov Dol
     Nicio identificare (100%)
     Altele (0%)
La recensământul din 2011, populația satului Vălkov Dol era de 2 locuitori. . Pentru 100% din locuitori nu este cunoscută apartenența etnică.